# Cayratia ceratophora
Cayratia ceratophora är en vinväxtart som beskrevs av Gagnepain. Cayratia ceratophora ingår i släktet Cayratia och familjen vinväxter. Inga underarter finns listade i Catalogue of Life.